# Carolina Liar
Carolina Liar is een Amerikaanse rockband afkomstig uit Los Angeles. De leadzanger, Chad Wolf, komt van oorsprong uit Charleston in South-Carolina. Vrijwel alle andere bandleden komen oorspronkelijk uit Zweden.
In Nederland is de band vooral bekend door hun eerste hitsingle in Nederland: Show Me What I'm Looking For. Dit nummer staat op hun succesvolle debuutalbum Coming to Terms, dat door de Zweedse producers Martin Sandberg, Tobias Karlsson & Johan Schuster is geproduceerd.
Op 25 september 2009 bereikte hun eerste single Show Me What I'm Looking For de top 40. Het nummer topte op plaats 24 en stond vijf weken in de lijst. In 2010 kwam Carolina Liar terug met het heruitbrengen van hun eerste single I'm Not Over, dat als alarmschijf werd verkozen.

## Bandleden
- Chad Wolf: leadzang & gitaar
- Rickard Goransson: gitaar
- Johan Carlsson: keyboard

### Ex-leden
- Jim Almgren Gandara: gitaar
- Erik Haager: basgitaar
- Max Grahn: drums

## Discografie

### Singles
| Single met eventuele hitnotering(en) in de Nederlandse Top 40 | Datum van verschijnen | Datum van binnenkomst | Hoogste positie | Aantal weken | Opmerkingen                     |
| ------------------------------------------------------------- | --------------------- | --------------------- | --------------- | ------------ | ------------------------------- |
| Show Me What I'm Looking For                                  | 2009                  | 05-09-2009            | 24              | 5            |                                 |
| I'm Not Over                                                  | 2010                  | 06-02-2010            | 30              | 3            | Alarmschijf                     |
| Smile                                                         | 2024                  | 20-07-2024            | 25              | 14           | met Martin Garrix / Alarmschijf |

| Single met hitnotering(en) in de Vlaamse Ultratop 50 | Datum van verschijnen | Datum van binnenkomst | Hoogste positie | Aantal weken | Opmerkingen       |
| ---------------------------------------------------- | --------------------- | --------------------- | --------------- | ------------ | ----------------- |
| Smile                                                | 2024                  | 03-08-2024            | 45              | 1            | met Martin Garrix |